# Bradleyella
Bradleyella is een geslacht van vlinders van de familie bladrollers (Tortricidae), uit de onderfamilie Tortricinae.

## Soorten
- B. chlorocalla (Walsingham, 1907)
- B. metallurgica (Walsingham, 1907)
- B. phyllanthana (Swezey, 1940)
- B. semicinereana (Swezey, 1913)
- B. thoracina (Walsingham, 1907)